# Мантар
Манта̀р или членувано Манта̀ро (на гръцки: Μανιτάρι, Манитари, до 1927 година Μαντάρι, Мантари) е бивше село в Република Гърция, Егейска Македония.

## География
Селото е било разположено на територията на дем Долна Джумая (Ираклия).

## История

### Етимология
Според Йордан Н. Иванов името е от турското mantar, гъба.

### В Османската империя
В 1891 година Георги Стрезов пише за селото:
| „ | Мантар, чифлик на СЗ от Джумая, 2 1/2 часа. Принадлежи на х. Лазови и е до самото Бутковско езеро, от източна страна. Земеделци и рибари. 10 български къщи и 10 цигански. | “ |

Според статистиката на Васил Кънчов („Македония. Етнография и статистика“) от 1900 година Мантаръ Махала брои 540 жители българи християни и 120 цигани.
Цялото население в началото на XX век е под върховенството на Българската екзархия. По данни на секретаря на Екзархията Димитър Мишев („La Macédoine et sa Population Chrétienne“) в 1905 година християнското население на Мантар (Mantar) се състои от 80 българи екзархисти.
При избухването на Балканската война в 1912 година един човек от Мантар махала е доброволец в Македоно-одринското опълчение.

### В Гърция
През войната селото е освободено от български части, но след Междусъюзническата война в 1913 година остава в Гърция. Жителите на селото заедно с тези на Бурсук и Пурлида оказват съпротива на гръцките денационализаторски мерки и отказват да плащат владичина, да се поздравяват на гръцки за Великден, да признаят гръцкия поп и да се черкуват, а децата спират да ходят на училище, поради въведения в него гръцки език.
След наводнение в 1936 година населението е изселено в Хазнатар и Пурлида и Мантар е изоставено.

## Личности
Родени в Мантар
- Димитър Сотиров (1877 – ?), македоно-одрински опълченец. Земеделец. Четник в Балканската война при Таско Спасов, служил и в 3 рота на Кюстендилската дружина, 4 рота на 15 щипска дружина[8]

Свързани с Мантар
- Йордан Мантарлиев (р. 1979), български историк, по произход от Мантар[9]